# Discographie de Kery James
La discographie de Kery James, rappeur français, comprend l'ensemble des disques et singles publiés durant sa carrière musicale. Il a publié un total de dix albums, dont une compilation, un album live et un album acoustique.

## Albums

### Autres albums
- 2004 : Savoir et vivre ensemble (compilation)
- 2010 : À mon public (live)
- 2012 : 92-2012 (acoustique)

### Albums collaboratifs
- 1992 : La vie est brutale (maxi sous le nom de Ideal Junior ; avec Ideal J)
- 1996 : O'riginal MC's sur une mission (avec Ideal J)
- 1997 : Maxi Cash Remix (avec Ideal J)
- 1997 : Les Liens sacrés (avec Mafia K'1 Fry)
- 1998 : Le combat continue (avec Ideal J)
- 1999 : Légendaire (avec Mafia K'1 Fry)
- 2003 : La Cerise sur le ghetto (avec Mafia K'1 Fry)
- 2007 : Jusqu'à la mort + réédition, DVD collector (avec Mafia K'1 Fry)

## Singles
- 1998 : Meilleurs vœux ft. Namor, G. Kill et Gued-1
- 2001 : Deux issues
- 2001 : Y'a pas d'couleur
- 2004 : Relève ta tête
- 2005 : J'aurai pu dire
- 2005 : Ghetto super classe
- 2007 : Le combat continue partie 3
- 2008 : Banlieusards
- 2009 : Je représente
- 2012 : Dernier MC
- 2012 : Lettre à la République
- 2013 : Des mots ft. LFDV
- 2016 : Vivre ou mourir ensemble
- 2016 : Mouhammad Alix
- 2016 : N'importe quoi
- 2016 : Racailles
- 2016 : Musique nègre ft. Lino et Youssoupha
- 2018 : PLMV ft. Médine et Youssoupha
- 2018 : PDM ft. Kalash Criminel
- 2018 : J'rap encore
- 2018 : Amal
- 2019 : À qui la faute ft. Orelsan
- 2019 : Hall Street ft. Lino et Blaize

## Clips vidéo
- 1991 : Ideal J - Danse avec moi
- 1998 : Ideal J - Hardcore
- 2001 : Y'a pas de couleur
- 2002 : Deux Issues
- 2002 : Déséquilibre
- 2004 : Relève la tête (avec Big Brother Hakim, Lino, AP, Kamnouze, Blacko, Disiz La Peste, Manu Key, Passi, Habiba, Eloquence, Pit Baccardi, Jerry Da Funk Killa, Jacky, Busta Flex, Le Rat Luciano, Teddy Corona, Jango Jack, Diam's, Leeroy, Ol Kainry, Matt Houston & Kool Shen)
- 2005 : J'aurais pu dire - réalisé par Philippe Roizès
- 2005 : Ghetto super classe
- 2005 : Je ne crois plus en l'illicite
- 2005 : Mac Tyer - Patrimoine du ghetto (avec Kery James)
- 2005 : Tandem - Le jugement (avec Diam's, Kery James, Kazkami, Faf Larage, Lino, Tunisiano)
- 2005 : La continuité (Algérie Solidarité) (avec Kery James, Flynt, Aketo, AKI, Wedel, Rim'K, Diam's, Coup?K Kalash, Princess Anies, Rabah MBS, Haroun, Matt Moerduck, JP Mapaula, Amara, OGB, Popa, Sam.Y, Antar Relic, Loostik, Busta Flex, Def Bond, P-38, Ekoué, Tepa, Nasme, S.T.J., V-laskes, Afro Hesse, Assaf 3 Griffes, Dey Med MBS, Fofo Junks, Kadillac, Le Remède, Mouss & Morad, ) - Réalisé par Alibi (MKMProd)
- 2006 : Thug Life
- 2007 : Symphonie d'amour (avec Anissa Stilli)
- 2007 : Kamelancien - J'résiste (avec Kery James & Sweelym)
- 2007 : Le combat continue 3 - Réalisé par Tchimbe Raid
- 2007 : TLF - Le box (avec Kery James)
- 2007 : N'incite pas (avec Bakar)
- 2008 : Dans nos livres de Kaëm feat Kery James & Léa Castel
- 2008 : Banlieusards
- 2008 : À l'ombre du show business' (avec Charles Aznavour)
- 2008 : X et Y - réalisé par Mathieu Kassovitz
- 2008 : Pleure en silence - réalisé par 8 Face Productions
- 2009 : L'impasse (Avec Béné)
- 2009 : Le retour du rap français
- 2009 : Je représente - réalisé par Leïla Sy (SutherKane Films)
- 2009 : Paro - réalisé par JFKill
- 2009 : Lettre à mon public
- 2010 : Désolé (avec Amel Bent, Awa Imani, Beethova Obas, Christophe Maé, Davy Sicard, Diam's, Jacob Desvarieux, Jena Lee, Kayna Samet, Kenza Farah, Natasha St-Pier, Souad Massi, Tiken Jah Fakoly, S Petit Nico, William Baldé, Youssou N'Dour)
- 2012 : Lettre à la République - réalisé par Leïla Sy (SutherKane Films) et Mathieu Foucher
- 2012 : Dernier MC - réalisé par Leïla Sy (SutherKane Films)
- 2013 : Des mots (avec LFDV) - Réalisé par Stéphane Davi
- 2013 : Constat amer - réalisé par Leïla Sy (SutherKane Films)
- 2013 : Dernier MC (Remix) (avec Lino, Tunisiano, R.E.D.K., Médine, S.A.M de 2e France, Scylla, Ladea, Fababy et Orelsan) - réalisé par Shaho Shisho (Oniryk Productions)
- 2013 : À l'horizon (avec Corneille) - réalisé par Leïla Sy (SutherKane Films)
- 2013 : Y'a rien (avec Niro) - réalisé par Stéphane Davi
- 2013 : Mystére féminin (avec Imany) - réalisé par Leïla Sy (SutherKane Films - HK Corp)
- 2013 : Contre nous (avec Youssoupha & Médine) - réalisé par Kub&Cristo et Leïla Sy (Suther Kane Films)
- 2013 : 94 c'est le Barça - réalisé par Stéphane Davi
- 2013 : 94 c'est le Barça (Remix) (avec LECK, 2e France & Dry) - réalisé par Stéphane Davi
- 2013 : Post Scriptum - réalisé par Leïla Sy (SutherKane Films)
- 2016 : Vivre ou mourir ensemble - réalisé par Leïla Sy (SutherKane Films)
- 2016 : Mouhammad Alix - réalisé par Stéphane Davi
- 2016 : N'importe quoi - réalisé par Leïla Sy (SutherKane Films)
- 2016 : Racailles - réalisé par Leïla Sy (SutherKane Films)
- 2016 : Musique nègre (avec Lino & Youssoupha) - réalisé par Leïla Sy (SutherKane Films)
- 2016 : J'suis pas un héros - réalisé par Leïla Sy (SutherKane Films)
- 2016: Rue de la peine (avec Toma)-Realisé par Daylight Productions pour SutherKane Films & 94 Side P
- 2018 : PDM ft. Kalash Criminel
- 2018 : J'rap Encore
- 2018 : Amal
- 2018 : A la Ideal J
- 2019 : Sans moi
- 2019 : Ça va aller ft. Soolking
- 2019 : À qui la faute ft. Orelsan
- 2019 : Les Yeux mouillés ft. Youssoupha
- 2019 : Tuer un homme ft. Lacrim
- 2019 : Rester en vie
- 2019 : Challenger ft. Soprano
- 2019 : Le mélancolique
- 2021 : Le goût de vivre
- 2021 : Le poète noir
- 2022 : Marianne
- 2023 : 6 du mat ft. Kalash
- 2023 : Trop Bizarre ft. Alonzo, Sadek, Kofs
- 2023 : Mille raisons ft. Slimane
- 2023 : Je Peux ft. Noumouké
- 2023 : Comment ça va ?
- 2024 : Je ne plaisante pas

## Participations
- 1991 : MC Solaar feat. Raggasonic & Kery James - Raggajam sur l'album de MC Solaar, Qui sème le vent récolte le tempo
- 1995 : Ideal J - Mauvais Garçon sur la B.O. du film Raï
- 1995 : Ideal J - Ce soir, on est down sur la B.O. du film Raï
- 1996 : Le T.I.N & Weedy feat. Kery James & Kertra - Au-delà du réel sur l'album du T.I.N & Weedy, Guet-Apens
- 1997 : Ideal J feat. 113, Rohff, OGB, Stor-K & Sayd des Mureaux - Dans ta race sur la compilation L'invincible Armada
- 1997 : Different Teep feat. Kery James - Ras sur l'album de Different Teep, La rime urbaine
- 1997 : Ideal J - Cash Remix sur la compilation L 432
- 1997 : Ideal J - Orly City Bronx sur la mixtape Orly City Bronx
- 1997 : Ideal J - Attaque contre attaque sur la mixtape Invasion
- 1997 : Ideal J feat. 113 & Intouchable - La voie que j'ai donnée à ma vie sur la compilation Nouvelle Donne
- 1997 : 2 Squatt feat. Kery James - Wech!! sur l'album de 2 Squatt, Survivre
- 1998 : 113 feat. Kery James - Association sur le EP du 113, Ni barreaux, ni barrières, ni frontières
- 1998 : Manu Key feat. Lil Jahson & Kery James - Triste point en commun sur l'album éponyme de Manu Key
- 1998 : Ideal J feat. Rohff, Rim'K & Manu Key - Trainer la nuit sur la compilation Opération freestyle
- 1999 : Alibi Montana feat. Kery James - Le monde a cracké sur l'album d'Alibi, T'as ma parole
- 1999 : Prodige Namor feat. Kery James - L'année de tous les dangers sur l'album de Prodige Namor, L'heure de vérité
- 1999 : Daomen feat. Kery James - J'émerge sur l'album de Daomen, Underground Classic
- 1999 : Kery James feat. Rocca, Shurik'n & Hamed Daye - Animalement votre sur la compilation Première classe vol. 1
- 1999 : 113 feat. 113 Clan - Main dans la main sur l'album du 113, Les Princes de la ville
- 1999 : Première Unité feat. Kery James, Rohff, Sayd & Cynefro -7.8.9.4
- 1999 : Oxmo Puccino & Kery James  - Sans Abris .
- 2000 : Intouchable feat. Kery James - Intouchable click sur l'album d'Intouchable, Les points sur les i
- 2000 : Kery James - J'émerge Remix sur la compilation Nouvelle Donne collector Vol.1
- 2000 : Kery James - Les frères ne savent pas sur la compilation Time Bomb Session Vol.1
- 2000 : Kertra feat. Kery James - Face à face sur l'album de Kertra, Le labyrinthe
- 2002 : Kery James - Freestyle sur la mixtape Pur Son Ghetto Vol.1
- 2003 : Mafia K'1 Fry feat. Kery James - Nuage de fumée Part II sur l'album de la Mafia, La Cerise sur le ghetto
- 2004 : Rim'K feat. Kery James - Intact sur l'album de Rim'K, L'enfant du pays
- 2004 : Kery James feat. Booba - Chacun sa manière sur la compilation Street Lourd Hall Stars
- 2004 : Rohff feat. Kery James - Mal-aimé sur l'album de Rohff, La Fierté des nôtres
- 2004 : Kery James - Laissez sur la compilation Des 2 côtés
- 2004 : Amel Bent feat. Kery James - Partis trop tôt sur l'album d'Amel Bent, Un jour d'été
- 2004 : Leslie feat. Kery James J'accuse sur l'album de Leslie Mes couleurs
- 2005 : Kool Shen feat. Kery James & Sinik - That's my people lors du dernier concert de Kool Shen au Zénith de Paris
- 2005 : Tandem feat. Kery James, Lino, Faf Larage, Diam's, Tunisiano & Kazkami - Le Jugement sur l'album de Tandem, C'est toujours pour ceux qui savent
- 2005 : Kery James - Je Ne Crois Plus En L'Illicite sur la Mixtape Illicite Projet produit par Médeline
- 2005 : Mac Tyer feat. Kery James - Patrimoine Du Ghetto sur la compilation Patrimoine du ghetto
- 2005 : Kery James feat. Manu Key & A.P. - Humanity sur la compilation Zone Caraïbes
- 2005 : Kery James - Attention sur la compilation Rap performance
- 2005 : Samat feat. Kery James & Larsen - Le repentir sur le Street CD de Samat, Samat Feat Hip Hop de rue
- 2005 : Kery James - Outro sur la compilation De la poudre au Rap
- 2005 : Kery James feat. Le Remède - Freestyle sur la compilation 10 ans de Cut Killer
- 2005 : Prodige feat. Kery James - Le son du 94 sur la compilation La nocturne
- 2006 : Heckel & Geckel feat. Kery James - Moins de 20 ans sur l'album d'Heckel & Geckel, Street Show
- 2006 : OGB feat. Kery James - Ninety Four Side sur l'album d'OGB, Enfermé Dehors
- 2006 : Mac Tyer feat. Kery James - Suicide carcéral sur l'album de Mac Tyer, Le Général
- 2006 : Rim'K feat. Kery James - T'as Le Choix sur la compilation Illegal Radio
- 2006 : Apash feat. Kery James - 3 horizons différents sur le Street CD d'Apash, Du bon son pour une bonne cause
- 2007 : M. Toma feat. Kery James - Ouvrir ton cœur sur l'album de M.Toma, Identité
- 2007 : Kery James - Symphonie d'amour sur la B.O. du film Taxi 4
- 2007 : Kery James - 1 pour la cause sur la mixtape Ghetto truand & Associés
- 2007 : Manu Key feat. Kery James, F.Dy Phenomen, Die & Tiwony - Babylone système sur l'album de Manu Key, Prolifique Vol.2
- 2007 : Kery James feat. K'libre 13 - Avance sur la mixtape Opinion sur rue 3
- 2007 : Heckel & Geckel Feat Kery James, Youssoupha, Smoker, Kamelancien, Ben-J, Pit Baccardi, Diam's, Kalash l'Afro, Ikbal Vockal, Seth Gueko, Sear lui-même, Baba, Dosseh, Salif, James Izmad, Despo Rutti, Mister C, Alibi Montana, Mr Toma & Mac Tyer - On ne sait pas abandonner en hommage à l'émission Couvre Feu sur Skyrock
- 2007 : Rohff feat. Kery James & Dragon Davy - 9.4 Mental sur la mixtape de Rohff, Le chauchemar du Rap français
- 2007 : TLF feat. Kery James - Le box sur l'album de TLF, Rêves de rue
- 2007 : Kamelancien Feat Kery James - Je résiste sur la réédition de l'album de Kamel L'ancien, Le charme en personne
- 2007 : Bakar feat. Kery James - N'incite pas sur l'album de Bakar, La rose du béton
- 2007 : Idjal feat. Kery James & Farenheit - Victimes du passé sur l'album d'Idjal, Enfant du monde
- 2007 : Légende Urbaine feat. Kery James - D'humeur guerrière sur l'album de Légende urbaine, L'école de ma rue
- 2007 : Melissa M feat. Kery James - Lettre à la tristesse sur l'album de Melissa M, Avec tout mon amour
- 2007 : Idjal Feat Kery James & Farenheit - Victime Du Passé Sur L'album de Idjal, Tiré D'histoires Vraies
- 2008 : Grand Corps Malade feat. Kery James & Oxmo Puccino - À la recherche sur l'album de Grand Corps Malade, Enfant de la ville
- 2008 : Black Barbie feat. Kery James - Faut qu'on soit sur le Street CD de BB, BB style
- 2008 : Kery James - Le prix à payer sur la B.O. du film Mesrine
- 2008 : 1-Pass feat. Kery James - A contre courant sur l'album d'1-Pass, La preuve par 3
- 2008 : Alibi Montana feat. Kery James - Pour nos morts sur l'album d'Alibi, Prêt à mourir pour les miens
- 2009 : Kery James feat. Shone - Je sais sur la compilation Association de malfaiteurs Vol.1
- 2009 : Kery James feat. Melissa M - Les Mots
- 2009 : Kery James feat. Mohamed Lamine - Tous contre nous-mêmes sur la compile Maghreb United
- 2009 : Kery James feat. Sefyu - Streetlourd terrible sur la compile Street Lourd 2 hall star
- 2009 : Kery James - 1 pour la cause sur la compile Puissance Rap 2010
- 2009 : Kery James feat. La Honda - À notre tour extrait du projet Frère de son et de sang
- 2009 : Kery James feat. Gandhi - la Mélancolique sur l'album de Gandhi Le poing G
- 2009 : Kery James feat. 2emeFrance - Ma jeunesse sur l'album de Gandhi 2emeFrance
- 2010 : Kery James feat. Amel Bent, Awa Imani, Beethova Obas, Christophe Maé, Davy Sicard, Diam's, Jacob Desvarieux, Jena Lee, Kayna Samet, Kenza Farah, Natasha St-Pier, Souad Massi, Tiken Jah Fakoly, S Petit Nico, William Baldé, Youssou N'Dour - Désolé sur la compilation Espoirs pour Haïti
- 2010 : Kery James feat. Scalo - Le temps des cerises sur l'album de Scalo, Dieu bénisse les voyous
- 2010 : Puissance Nord feat. Kery James - La misère sur l'album de Puissance Nord, Carte blanche
- 2010 : Kery James feat. Ghetto Fabulous Gang - Je sais
- 2010 : Kery James feat. Skomoni & Ghetto Youss - Boys in the hood
- 2010 : M.A.S feat. Kery James - Jusqu'à la mort sur l'album de M.A.S, Une minute de silence
- 2011 : OGB feat. Kery James & IAM - Leader sur l'album d'OGB, La mémoire
- 2011 : Soulkast feat. Kery James - 5.9.4 sur l'album de Soulkast, Honoris causa
- 2012 : Youssoupha feat. LFDV & Kery James - La vie est belle sur l'album de Youssoupha, Noir désir
- 2012 : Ghetto Youss feat. Kery James & Medine - Warrior (sur l'album de Ghetto Youss, Nouvelle marque)
- 2013 : Seth Gueko feat. Kery James - B.R.N (sur l'album Bad Cowboy
- 2013 : Kery James feat. 2e France, Dry & L.E.C.K - 94 c'est le barça remix
- 2013 : Corneille feat. Kery James - Sans raccourcis (sur l'album Entre Nord et Sud)
- 2014 : Bakar feat. Kery James & Béné - L'issue (sur l'album de Bakar Légendaire)
- 2015 : Fyenso Jumo Feat. Sarrazin & Kery James - L'histoire se répète
- 2016 : Nefsi feat. Kery James - Avant de se connaitre
- 2017 : Demi Portion feat. Kery James - Pardonner.
- 2018 : Médine Feat. Kery James, Youssoupha (La Ligue) - PLMV